# Abbosbek Fajzullajev
Abbosbek Saydjon oʻgʻli Fajzullajev (* 3. října 2003) je uzbecký fotbalista, který hraje jako křídlo za ruský klub CSKA Moskva a uzbeckou reprezentaci.
Za CSKA hraje od roku 2023, předtím hrál v Pachtakoru.
S reprezentací do 20 let vyhrál Mistrovství Asie 2023, s reprezentací do 23 let se v letech 2022 a 2024 dostal do finále.